# PCM電腦廣場
PCM電腦廣場，前稱星島電腦廣場或PC Market，是一本香港電腦科技雜誌。

## 歷史
《PCM 電腦廣場》曾是香港星島新聞集團旗下刊物，為香港歷史較悠久的電腦科技雜誌。早期逢星期二隨《星島日報》附送，後改為獨立發售；並改成星期一出版。
2016年1月起《PCM 電腦廣場》脫離星島新聞集團，由雜誌員工成立Plug Media Services Ltd.接手出版。
早期以每週發行，2022年第1500期後改為每月發行。2024年8月15日下午，刊物於其社交平台宣佈，完成1526期之紙本雜誌後正式停刊，並力投入製作網絡內容。